# 78/52
78/52 è un documentario del 2017 diretto da Alexandre O. Philippe.

## Trama
Vari cinefili e registi tra cui Guillermo del Toro, Mick Garris, Bret Easton Ellis, Karyn Kusama, Eli Roth e Peter Bogdanovich (oltre che i figli dei protagonisti Oz Perkins e Jamie Lee Curtis) sono intervistati sulla rivoluzionaria famosa scena della doccia del film Psyco di Alfred Hitchcock, lunga 3 minuti e girata con 78 inquadrature e 52 tagli.

## Distribuzione
Il documentario è stato presentato al Sundance Film Festival e in Italia è uscito in lingua originale sottotitolato in italiano sulla piattaforma Netflix.